# Jānis Lipke
Jānis (Žanis) Lipke, född 1 februari 1900 i Jelgava i Lettland, död 14 maj 1987 i Riga, var en lettisk stuvare och lagerarbetare. 
Jānis Lipke var son till bokföraren Jānis Lipke (död omkring 1920) och hans fru Pauline (död 1920). Han räddade ett drygt 40-tal judar undan den nazistiska ockupationsmakten i Lettland under andra världskriget. Han och hans skyddslingar grävde ut en bunker på omkring tre x tre x tre meter under trädgårdsskjulet till sitt bostadshus på ön Ķīpsala i Daugava-floden i Riga. Han ordnade också från 1943 gömställen på tre bondgårdar i närheten av staden Dobele och också några gömställen i Riga. 
Han gifte sig 1920 med Johanna Novick (1903–1990). Paret hade dottern Aina och sönerna Alfreds och Zigfrids. Jānis och Johanna Lipke fick 1966 den israeliska utmärkelsen Rättfärdig bland folken.
På ön Ķīpsala i Riga, bredvid Janis Lipkes tidigare bostadshus, finns sedan 2012 byggnaden och personmuseet Žaņa Lipkes memoriāls, ritat av Zaiga Gaile.